# Ron Harper Jr.
Ronald Harper Jr., né le 12 avril 2000 à Paterson dans le New Jersey, est un joueur américain de basket-ball évoluant au poste d'ailier et mesurant 1,93 m.

## Biographie

### NBA
Il n'est pas sélectionné lors de la draft 2022, mais signe un contrat two-way en faveur des Raptors de Toronto quelques jours après l'événement. Son contrat two-way est renouvelé en juillet 2023.

## Statistiques

### Universitaires
Les statistiques de Justin Ron Harper Jr. en matchs universitaires sont les suivantes :
| Saison    | Équipe   | Matchs | Titul. | Min./m | % Tir | % 3pts | % LF | Rbds/m. | Pass/m. | Int/m. | Ctr/m. | Pts/m. |
| --------- | -------- | ------ | ------ | ------ | ----- | ------ | ---- | ------- | ------- | ------ | ------ | ------ |
| 2018-2019 | Rutgers  | 31     | 19     | 22,3   | 41,3  | 27,8   | 67,9 | 3,10    | 1,10    | 0,60   | 0,50   | 7,80   |
| 2019-2020 | Rutgers  | 31     | 31     | 28,1   | 45,2  | 34,9   | 70,8 | 5,80    | 1,00    | 0,80   | 0,80   | 12,10  |
| 2020-2021 | Rutgers  | 27     | 27     | 32,0   | 44,1  | 31,0   | 73,6 | 5,90    | 1,60    | 0,70   | 0,60   | 14,90  |
| 2021-2022 | Rutgers  | 32     | 32     | 34,3   | 44,2  | 39,8   | 79,5 | 5,90    | 1,90    | 1,00   | 0,60   | 15,80  |
| Carrière  | Carrière | 121    | 109    | 29,1   | 43,9  | 34,0   | 74,1 | 5,10    | 1,40    | 0,80   | 0,60   | 12,60  |

## Palmarès et distinctions
- Honorable mention All-American – AP (2022)
- Second-team All-Big Ten (2022)
- Third-team All-Big Ten (2021)
- Haggerty Award (2022)

## Vie privée
Il est le fils de Ron Harper, joueur NBA durant quinze saisons et quintuple champion NBA.